# Røros
Røros (sydsamisk Plassje) er en by og en kommune i Trøndelag fylke i Norge. Den grænser i nord til Tydal og Holtålen, i sydvest til Os i Østerdalen, i syd til Engerdal og i øst til Härjedalen i Sverige. Byen blev i 1980 sat på UNESCOs verdensarvsliste.

## Historie
Byen er kendt for sine kobberminer. Aktiviteten i minerne begyndte i det 17. århundrede. Byen er sammen med "sølv-byen" Kongsberg de eneste byer i Norge med minedrift af betydning.
Røros og dens beboere blev gjort nationalt berømte i slutningen af det 20. århundrede af forfatteren Johan Falkberget, som fortalte historien om minesamfundet med de hårdtprøvede minefolk på samfundets bund.
Byen blev i 1678 og 1679 under Den Skånske Krig nedbrændt af den svenske hær. I 1718 under Den Store Nordiske Krig blev byen igen besøgt af den svenske hær ledet af general de la Barré, som sikrede sig minerne til brug for den svenske krigsindsats. 
Da kong Karl 12. af Sverige blev dræbt nær Fredriksten den 30. november 1718, beordrede de la Barré sin hær til at flygte tilbage til Sverige. Dette endte i en tragedie, da over 3.000 soldater døde i de kolde bjerge nordvest for Røros. Det blev rapporteret, at der var tæt på -50 °C med kraftig vind den januar i 1719. Siden 1994 sættes der årligt et udendørs skuespil op for at mindes tragedien.
Røros har været brugt i flere filmindspillinger, blandt andre de første episoder af Pippi Langstrømpe fejrer jul optaget i Sleggveien (1968). Ibsens Et dukkehjem med Jane Fonda som Nora ble indspillet på Røros i 1973.
Den norske maler Harald Sohlberg boede  en periode i byen i begyndelsen af 1900-tallet med sin kone Lilli Hennum og malede adskillige gadepartier fra Røros.
| - Malerier fra Røros af Harald Sohlberg - Lillegaten Harald Sohlberg, 1902 - Storgaten, 1903 - Gade i Røros, vinter, 1903 - Natt, 1904 (Rorøs kirke) |

| - Gamle huse i Røros - Finneveta, en af de smalle gamle gader i Røros - Gamle huse i Røros. - Gammel bebygelse med Røros kirke i baggrunden. |

## Klima
På grund af forskellige klimatiske forhold er Røros et af de koldeste steder Norge med -50.4 °C i januar 1914. Dette skyldes den høje placering (600 m.o.h.) og fastlandsklima. Den milde kystluft blokeres af bjerge. 
Byen har både en jernbanelinje, Rørosbanen, og en lufthavn, Røros Lufthavn, med fast ruteflyvning til Oslo.
Rørosmuseet udstiller minedriften i området, og består af i alt tre besøgssteder, hvoraf den ene er Olavsgruva som ligger ude for byen.